# Pischelsdorf in der Steiermark
Pischelsdorf in der Steiermark är huvudorten i kommunen Pischelsdorf am Kulm i distriktet Weiz i förbundslandet Steiermark i Österrike. Pischelsdorf in der Steiermark var tidigare en självständig kommun, men blev den 1 januari 2015 en del av kommunen Pischelsdorf am Kulm.
Kommunen bestod av fem orter (Ortschaften) (inom parentes invånarantal 1 januari 2024):
- Hart (263)
- Kleinpesendorf (173)
- Pischelsdorf in der Steiermark (1 701)
- Romatschachen (459)
- Schachen am Römerbach (198)